# Hovedvejen (Bredebro)
 Hovedvejen  er en to sporet omfartsvej der går øst om Bredebro. Vejen er en del af primærrute 11 der går imellem Aalborg og Tønder.
Den er med til at lede trafikken der skal mod Esbjerg eller Tønder uden om Bredebro, så byen ikke bliver belastet af for meget trafik.
Vejen forbinder Hovedvejen i nord med Hovedvejen i syd, og har forbindelse til Brogade, Trælborgvej og Langagervej.